# 573
سنة 573 م (بالأرقام الرومانية: DLXXIII) كانت سنة بسيطة تبدأ يوم الأحد (الرابط يظهر نموذج الجدول الزمني الكامل للسنة) من التقويم اليولياني. بدأت تسمية السنة ب573 منذ العصور الوسطى المبكرة، عندما أصبح تقويم أنو دوميني هو الأسلوب السائد في أوروبا لتسمية السنوات.

## مواليد
- الصحابي أبو بكر الصديق صاحب محمد بن عبد الله رسول الإسلام صلى الله عليه وسلم.
- واقد بن عبد الله من مشاهير الصحابة وأول من قتل مشركاً في الإسلام.
- عمرو بن العاص
- عبد الله بن سعيد بن العاص صحابي جليل.

## وفيات
- نارسيس